# چارتسیری سوفونپانیچ
چارتسیری سوفونپانیچ (تایلندی: ชาติศิริ โสภณพนิช) (زاده ۱۹۵۹) کارآفرین، سرمایه‌دار و بانکدار تایلندی است، که در حال حاضر به‌عنوان مدیرعامل بانکوک بانک فعالیت می‌کند.